# Премия Мазурского
Премия Гарольда Мазурского за заслуги в планетологии (англ. Masursky Award), называемая обычно премией Мазурского — награда Отдела планетарных наук Американского астрономического общества, присуждается ежегодно за выдающийся вклад в изучение планет Солнечной системы, который может быть выражен в научной, инженерной, организационной или общественной деятельности.
Названа в честь американского геолога и астронома Гарольда Мазурского.

## Лауреаты премии
- 1991 — Саган, Карл
- 1992 — Смит, Харлан Джеймс[англ.]
- 1993 — Мэттьюс, Милдред[англ.]
- 1994 — Бернс, Джозеф[англ.]
- 1995 — Брунк, У.[англ.]
- 1996 — Квейд. У.
- 1997 — Траугер, Д.
- 1998 — Рейх, Юрген
- 1999 — Хантресс, Уисли[англ.]
- 2000 — Браун, Джордж (астроном)
- 2001 — Не присуждалась
- 2002 — Не присуждалась
- 2003 — Биб, Рета[англ.]
- 2004 — Александр Базилевский
- 2005 — Битти, Д.Келли
- 2006 — Ли, Джентри[англ.]
- 2007 — Герельс, Том
- 2008 — Джорнини, Джон
- 2009 — Не присуждалась
- 2010 — Токунага, Алан
- 2011 — Бентон Кларк III
- 2012 — Сьюзан Нибур[англ.]
- 2013 — Ronald Greeley[англ.]
- 2014 — Athena Coustenis[англ.]
- 2015 — Christina Richey[англ.]
- 2016 — Mark V. Sykes
- 2017 — Louise Prockter[англ.]
- 2018 — Faith Vilas[англ.]
- 2019 — Phil Nicholson[англ.]
- 2020 — Heidi Hammel[англ.]